# Service médical (Belgique)
Le Service médical (en néerlandais Medische Dienst) est l'une des cinq forces constituant les Forces armées belges. Avant de retrouver son nom d'origine, le 21 juillet 2025, il s'intitulait Composante médicale (en néerlandais Medische component).
Son commandant en chef le général-major Marc Ongena.

## Mission
La mission du Service médical est de fournir à l'armée belge un soutien médical, en Belgique ou à l'étranger, pendant ou en dehors des opérations. Le Service médical participe assez régulièrement à des opérations d'aide humanitaire.

## Organisation

### Corps technique médical
Les membres du Corps technique médical sont tous officiers (et donc diplômés d'un master). On distingue parmi eux les médecins, les pharmaciens, les dentistes et les vétérinaires.

### Corps médical d'appui
Le Corps médical d'appui regroupe des officiers, les sous-officiers (diplômés d'un baccalauréat ou de l'enseignement secondaire supérieur) et les volontaires (diplômés de l'enseignement secondaire inférieur). Ce Corps exerce des fonctions paramédicales, organisationnelles ou administratives. On y trouve des officiers gestionnaires (du personnel, du matériel ou d'opérations), des psychologues, des kinésithérapeutes, des infirmiers, des laborantins, des techniciens biomédicaux, des ambulanciers et des brancardiers.

## Unités

### Commandement
L'état-major et le commandement des unités du Service médical sont repris dans le COMOPSMED (Commandement des Opérations Médical) basé à Evere. Le Commandant du Service médical dispose du COMOPSMED pour assurer la réalisation de ses missions.

### Premier échelon de l'appui médical
La médecine de première ligne est assurée par les Éléments Médicaux d'Intervention (EMI). Ceux-ci disposent d'Antennes Médicales réparties sur la zone de responsabilité desservie par chaque centre au profit du personnel de la Défense belge, d'Éléments Médicaux Avancés (EMA) et d'Éléments Médicaux Avancés Renfort (EMA Rft) pour assurer l'appui lors des entraînements et des opérations militaires. Les missions de ces deux types d'éléments sont les mêmes, à des échelles différentes. Ils doivent assurer l'appui médical dans le cadre d'opérations militaires, l'évacuation des blessés vers leurs installations, la continuité des soins en vue du transfert vers un Élément Médical d'Intervention (EMI) et disposer des moyens nécessaires pour fonctionner de manière autonome 48 heures durant. Les EMA opèrent à l'échelle d'un bataillon (environ 800 hommes) et les EMA Rft à l'échelle d'une compagnie (environ 250 hommes).
'Les appellations des unités changées depuis 2009 (transformation de la Défense)
- 1er Elément Médical d'Intervention (1EMI) (Lombardsijde)

Le 1EMI assure l'appui au personnel de la Composante Maritime. Les EMA sont classés selon les navires pour lesquels ils sont prévus. Il existe ainsi l'EMA BSL (navire de soutien logistique), des EMA FFG (frégates), des EMA MCMV (chasseurs de mines), des EMA RORO (navires cargos) et des EMA Rft Marine (autres bâtiments).
Le 1EMI dispose de 12 Antennes Médicales dans les provinces de Flandre-Occidentale et de Flandre-Orientale
- 2ème Élément Médical d'Intervention (2EMI) (Leopolsburg)

Le 2EMI assure l'appui aux unités de la 1 Brigade (ex-1re Brigade Mécanisée) de la Composante Terre dans les environs de Leopoldsburg. Il dispose pour ce faire de 3 Éléments Médicaux Avancés (EMA Bgd Mec) et de 6 Éléments Médicaux Avancés Renfort (EMA Rft Mec).
Le 2EMI dispose de 10 Antennes Médicales dans les provinces d'Anvers et de Limbourg,
- 3ème Élément Médical d'Intervention (3EMI) (Marche-en-Famenne)

Le 3EMI assure l'appui aux unités de la 7e Brigade (ex-7e Brigade Mécanisée) de la Composante Terre. Il dispose pour ce faire de 3 Éléments Médicaux Avancés (EMA Bgd Mec) et 6 Éléments Médicaux Avancés Renfort (EMA Rft Mec).
Le 3EMI dispose de 17 Antennes Médicales dans les provinces de Liège, de Luxembourg et de Namur.
- 4ème Élément Médical d'Intervention (4EMI) (Peutie)

Le 4EMI assure l'appui aux unités de para-commandos et de la Composante Air. Pour ce faire, il dispose de 5 Éléments Médicaux Avancés (EMA AMob) et de 6 Éléments Médicaux Avancés Renfort (EMA Rft AMob). Le 4EMI comprend en outre l'EMA Force Aérienne (EMA Faé) spécialisé dans l'appui médical aux unités de l'armée de l'air.
Le 4EMI dispose de 10 Antennes Médicales dans les provinces du Brabant flamand (Tervuren, Heverlee et Melsbroek) et dans la région de Bruxelles (Bruxelles-capitale et Neder-over-Hembeek),
- 5ème Élément Médical d'Intervention (5EMI) (Nivelles)

Le 5EMI intervient dans les provinces du Brabant flamand, (Meerdaal), du Brabant wallon, (Nivelles et Beauvechain) et de Namur (Florennes)

### Second échelon de l'appui médical
Après avoir été évacués et reçu les premiers soins de la part d'un EMA, les blessés sont pris en charge par un Élément Médical d'Intervention (EMI) qui les transfère vers ses installations pour leur y prodiguer des soins plus spécialisés.
- Élément Médical d'Intervention Nr. 1 (EMI 1) (Destelbergen)

L'EMI 1 est responsable de la 1 Brigade (Composante Terre).
- Éléments Médical d'Intervention (5 EMI) (Nivelles)

Les 5 EMI assurent, en Belgique ou à l'étranger, tous les ravitaillements médicaux de l'armée (à l'exception du sang), assurent la maintenance et le retrait du matériel médical, la fabrication et la conservation de produits pharmaceutiques, la dératisation et la désinfectisation, le traitement et la récupération des articles médicaux évacués et la destruction de produits médicaux déclassés.

### Troisième échelon de l'appui médical
En troisième lieu, les blessés sont envoyés dans un hôpital belge (que la blessure ait été encourue en Belgique ou à l'étranger). Il peut s'agir d'un hôpital civil, mais les blessés sont en général traités à l'Hôpital Central de la base Reine Astrid (hôpital militaire) de Neder-Over-Heembeek.

## Organisation des opérations
Dans l'armée belge, le rétablissement médical d'une victime est assuré en quatre étapes.
1. En premier lieu, il y a la « médecine de première ligne ». À ce stade, les blessures du patient sont analysées afin de déterminer leur gravité pour, ensuite, l'évacuer vers une installation appropriée. Mais pour permettre à l'évacuation de se dérouler dans les meilleures conditions, l'état du patient est stabilisé. (Cette opération se déroule sur le terrain.)
2. Lors du « rôle 2 » (« Damage control surgery »), le patient reçoit les soins chirurgicaux de base afin de limiter les dégâts aux fonctions vitales et il est conditionné pour l'évacuation sur des distances plus importantes vers le « rôle 3 ». (Cette opération se déroule au poste de secours militaire.)
3. Le patient est ensuite évacué vers le « rôle 3 » (« Primary surgery »). Un matériel plus sophistiqué est mis à sa disposition. On vérifie que les dispositions prises par le « rôle 2 » suffisent à le mettre dans de bonnes conditions pour le retour en Belgique (le « rôle 4 »). Si les dispositions prises ne suffisent pas (parce que le travail effectué n'a pas été suffisamment bien effectué ou parce que le matériel qui était à disposition n'était pas suffisamment adapté), les dispositions nécessaires sont prises pour y remédier. (Cette opération se déroule à la base militaire la plus proche.)
4. En dernier lieu, le patient est remis sur pied au « rôle 4 » (les soins définitifs). Le rôle 4 n'est pas nécessairement un hôpital militaire (actuellement l'hôpital militaire de « soins définitifs » de Belgique est l'hôpital Central de la base Reine Astrid) il peut aussi être un hôpital civil. Le rôle 4 dispose d'un ensemble de matériels adaptés à de nombreuses situations. (Cette opération se déroule exclusivement en Belgique.)

Les opérations médicales se déroulent méticuleusement et rigoureusement.
Les Assistances médicales sont là dans de nombreuses opérations de l'armée (dans le parachutisme, lors des franchissements de rivières, dans la marine, dans l'armée de l'air (décollage et atterrissage), etc.).

## Matériel

### Armes
- FN Five-seveN
- FN P90
- FN Scar-L
- Anciennes armes :
  - Vigneron
  - FN FNC
  - FN GP

### Véhicules
- Agusta A.109 Medevac
- NH90 Medevac
- John Deere M-Gator
- Pharmacie mobile
- Pandur 6x6 Ambulance
- Renault Premium Cargo
- Toyota Land Cruiser
- Unimog Ambulance 4x4
- Volvo 10 T
- Volvo Ricovery
- Volkswagen Ambulance LT 35
- Mercedes Sprinter Ambulance 4x4 et 4x2
- Volvo Refrigerator Plasma
- Dingo Ambulance
- Volvo 10 T Cargo (6x4)
- Anciens véhicules :
  - CVRT Samaritan
  - Ford Transit Ambulance
  - M113 Ambulance
  - MAN Shelter
  - 4x4 Bombardier